# Tropidion periboeoides
Tropidion periboeoides là một loài bọ cánh cứng trong họ Cerambycidae.